# Ивановцы (Кировоградская область)
Ивановцы (укр. Іванівці) — село в Ровнянской сельской общине Новоукраинского района Кировоградской области Украины.
Население по переписи 2001 года составляло 272 человека. Почтовый индекс — 27160. Телефонный код — 5251. Код КОАТУУ — 3524085603.

## История
В 1946 году указом ПВС УССР хутор Янчино переименован в Ивановцы.